# Hibbertia ledifolia
Hibbertia ledifolia är en tvåhjärtbladig växtart som beskrevs av George Bentham. Hibbertia ledifolia ingår i släktet Hibbertia och familjen Dilleniaceae. Inga underarter finns listade i Catalogue of Life.